# Schänis
Schänis – miejscowość i gmina we wschodniej Szwajcarii, w kantonie St. Gallen, w okręgu See-Gaster.

## Demografia
W Schänis mieszka 3 951 osób. W 2021 roku 14,1% populacji gminy stanowiły osoby urodzone poza Szwajcarią. 

## Transport
Przez teren gminy przebiegają drogi główne nr 17 i nr 429.
W gminie znajduje się stacja kolejowa oraz lotnisko Schänis (ICAO: LSZX).